# Argyreia sphaerocephala
Argyreia sphaerocephala är en vindeväxtart som först beskrevs av David Prain, och fick sitt nu gällande namn av David Prain och Hoogl. Argyreia sphaerocephala ingår i släktet Argyreia och familjen vindeväxter. Inga underarter finns listade i Catalogue of Life.